# Sojoez T-5
Sojoez T-5 (ook: 13173) was een bemande Russische ruimtevlucht uit 1982. Deze vlucht was de eerste missie naar het nieuwe ruimtestation Saljoet 7, dat vijf weken daarvoor werd gelanceerd en pas acht dagen in zijn operationele baan zat. Vier onbemande vrachtschepen voorzagen het station tijdens deze missie van nieuwe voorraden. Daarnaast ontvingen de kosmonauten tweemaal bezoek, waaronder een Fransman.

## Bemanning
De tweekoppige bemanning voor deze vlucht bestond uit gezagvoerder kolonel Anatoli Berezovoj; boordwerktuigkundige Valentin Lebedev stond hem op deze vlucht terzijde. Berezovoj ging voor het eerst omhoog. Lebedev, slechts drie dagen jonger dan zijn commandant, vloog reeds eerder met Sojoez 13. Hun toestel had een massa van 6850 kg.

## Vluchtverloop

### Lancering en koppeling
Sojoez T-5 werd gelanceerd op 13 mei 1982 met een Sojoez draagraket vanaf Tjoeratam te Bajkonoer. Hij bereikte een baan met een apogeum van 329 km, een perigeum van 271 km en een omlooptijd van 90,4 minuten. De inclinatie bedroeg 51,6° bij een excentriciteit van 0,00434. De volgende dag bereikte het duo hun bestemming, koppelde aan en stapte over.

### DeISKRA 2enProgress 13
Op 17 mei zetten de kosmonauten een kleine radioamateur-satelliet uit; deze ISKRA 2 had een massa van 28 kg. Zes dagen later koos Progress 13 het luchtruim en meerde op 25 mei af aan de achterste koppelingspoort. Naderhand ontving de bemanning een reprimande van de vluchtleiding omtrent hun handelwijze tijdens de koppeling. Ze wensten de nadering van het toestel via een patrijspoort vanuit het achterste compartiment te kunnen volgen. De veiligheidsregels verboden dit, stellend dat de deur tussen dit compartiment en de werkruimte tijdens koppeling te allen tijde gesloten moest blijven. Berezovoj en Lebedev vonden een manier om de vluchtleiding te misleiden. Ze bevestigden klemmen aan enkele uiteinden van de deuropening, vluchtleiders zo in de illusie latend dat het luik in kwestie was afgesloten. Die roken echter onraad toen de kosmonauten de klemmen vergaten te verwijderen. Ze bewogen zich vrij door het station, terwijl volgens de ingekomen gegevens dat luik nog potdicht zat. Toen kwam de aap alsnog uit de mouw en Bajkonoer wees het tweetal terecht. Na koppeling draaide het vrachtschip Saljoet 7 zo, dat de achterkant van Progress 13 naar de Aarde wees. Deze stand stabiliseerde het station met een minimum brandstofverbruik.
Een dag na koppeling ging het luik in kwestie alsnog op slot om veilig brandstof over te pompen. Bovendien ontving het station 300 liter vers drinkwater. Vervolgens laadde het tweetal op 29 mei alle vracht over; overbodige uitrusting en afval vanuit het station verdween in de vrachtcapsule. Op 2 juni ontstak Progress 13 zijn motoren en verlaagde de baan van Saljoet 7, in afwachting van de komst van Sojoez T-6. Twee dagen later vertrok het vrachtschip om plaats te maken voor de bezoekers en verbrandde in de dampkring.
Op 15 juni merkte Lebedev de aanwezigheid van bruin residu tussen de dubbele, UV doorlatende, ruitjes van de patrijspoorten op. Dit residu ontstond door inwerking van UV-straling op de rubber pakkingen, waarin het glas was bevestigd. Drie dagen daarvoor nam de bemanning zijn eerste (maandelijkse) douche. Een bad nemen in de ruimte had meer voeten in de aarde dan verwacht. De vluchtleiding nam aan dat tegen het middaguur het waterballet voorbij was, om de schaarse tijd aan nuttigere zaken te besteden. Het douchen duurde echter tot de avond.

### Interkosmos
Op 25 juni arriveerden de eerste gasten. Met Sojoez T-6 nam het tweede deel van het Interkosmosprogramma een aanvang. Met de Sovjet-Unie bevriende mogendheden mochten een eigen kosmonaut afvaardigen. Onder leiding van een Russische commandant vloog deze naar een ruimtestation, om na ongeveer een week huiswaarts te keren. Na diverse communistische landen stuurde ditmaal Frankrijk Jean-Loup Chrétien omhoog. Hij werd vergezeld door Ivantsjenkov en gezagvoerder Dzjanibekov. Chrétien liet zich ontvallen dat Saljoet 7 op hem simpel, weinig indrukwekkend maar betrouwbaar overkwam. Deze minder diplomatieke opmerking noteerde Lebedev prompt in zijn dagboek. De Fransman mocht de wekelijkse vuilniszak uitsluizen. Op 2 juli nam men afscheid en T-6 landde zonder problemen.
Een week later viel ISKRA 2 terug in de dampkring, waarna op 12 juli het tweede vrachtschip zijn opwachting maakte. De Progress 14 bleef tot 10 augustus aangekoppeld en verbrandde op 13 augustus boven de Stille Oceaan.

### Ruimtewandeling

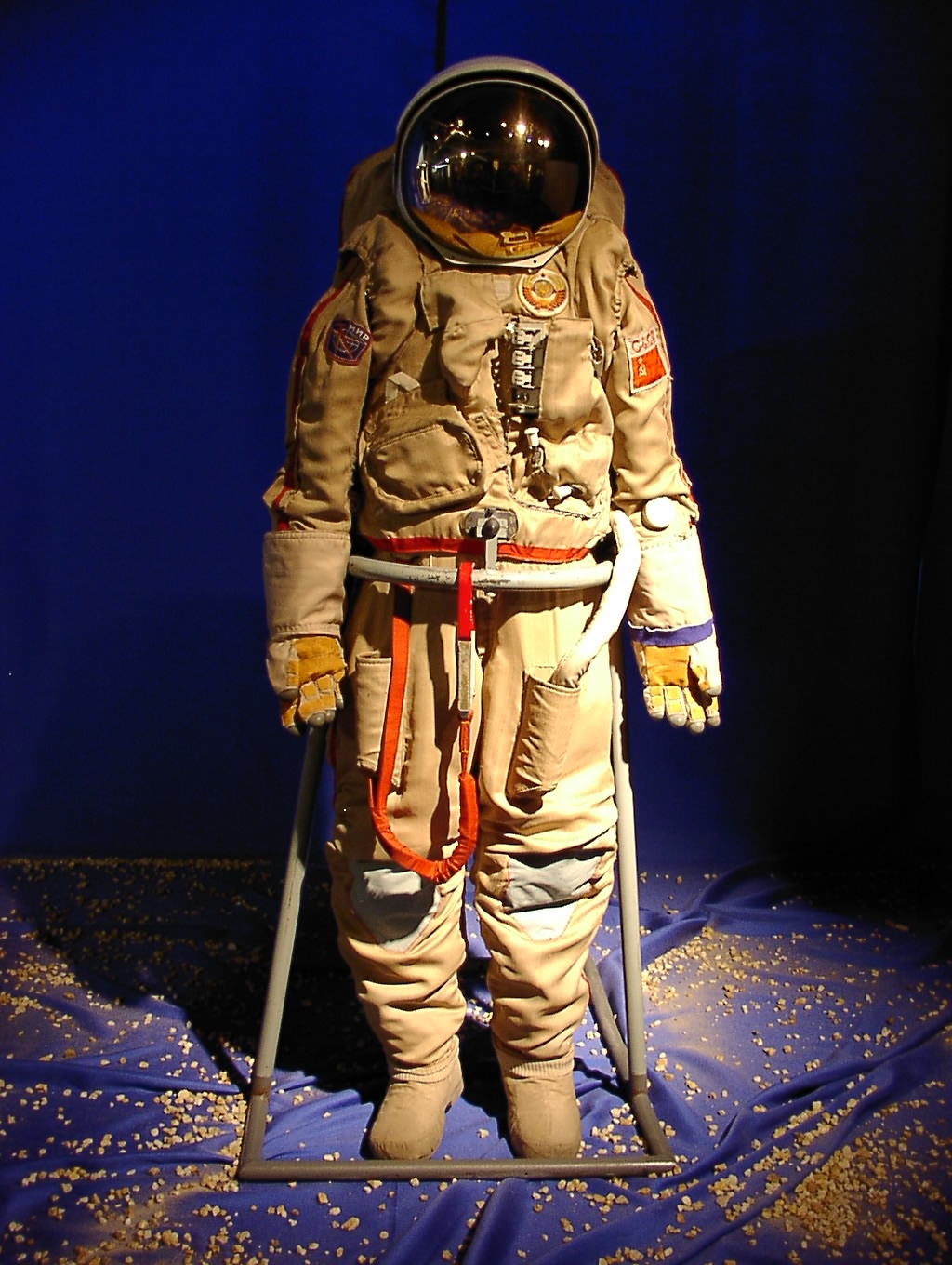
Een Russisch Orlan D-ruimtepak, dat destijds in gebruik was.

Op 30 juli stond een ruimtewandeling op het programma. Deze nam 2 uur en 33 minuten in beslag. Berezovoj assisteerde, leunend vanuit de luchtsluis. Tijdens het openen van het buitenluik verdwenen diverse kleine voorwerpen naar de ruimte. De bemanning overzag een kleine hoeveelheid restlucht in de sluis. Lebedev merkte door zijn handschoenen heen dat de reling aan de buitenkant van Saljoet 7 opwarmde door de zonnestraling. Het "Etalon" experiment stelde stalen van diverse materialen aan de invloed van de ruimte bloot. Die moesten na verloop van tijd weer worden binnengehaald. Alvorens hij hier toe over ging, installeerde Lebedev een filmcamera met schijnwerper, klemde zich aan de "Yakor" voetklemmen vast en verving de stalen. Daarnaast inspecteerde hij de buitenkant van het station. De kleur van de buitenste isolatielaag was weliswaar vervaagd en vergrijsd, maar onbeschadigd.
Verder verving Lebedev de "Elast" testpanelen met thermische isolatie en het "Medusa" micrometeorietenexperiment. Op het "Istok"-paneel poogde hij om bouten aan te draaien met behulp van een speciale moersleutel. Middels deze praktijkproef kon de vluchtleiding beoordelen, hoe ingewikkeld een karwei in de ruimte was. De volgende stationsbemanning moest namelijk extra zonnepanelen installeren. Na het bevestigen van bijkomstige experimenten begaf hij zich weer richting luchtsluis. Tijdens het opbergen van hun ruimtepakken ontdekte Lebedev een deuk van 2 cm in zijn helm. Het metalen oppervlak vertoonde een kleine scheur. Mogelijk had de helm uitsteeksels in de sluis geraakt. Lebedev mocht dankbaar zijn dat zijn helm over twee metaallagen beschikte; hij had het voorval anders niet overleefd. Met het destijds gangbare type ruimtepak kon de kosmonaut niet geheel zelfstandig opereren. Hij was naast veiligheidslijn middels een navelstreng aan het station bevestigd. Deze bleken in praktijk lastig uit elkaar te houden en raakten enigszins in de knoop.

### Tweede vrouw in de ruimte
Met de komst van Sojoez T-7 kreeg Valentina Teresjkova eindelijk navolging. De tweede vrouw ooit in de ruimte heette Svetlana Savitskaja. Haar commandant was Popov, bijgestaan door Serebrov. De T-7 haakte vast op 20 augustus. Het voorste compartiment van dit vaartuig wees men uit privacyoverwegingen aan haar toe. T-7 vervoerde experimenten en persoonlijke post; ook kreeg de stationsbemanning zo de beschikking over een nieuwer schip. Wel was het zaak om de stoelvoeringen tussen beide schepen uit te wisselen, wat op 21 augustus geschiedde. Op 27 augustus vertrokken de bezoekers in de T-5, twee dagen daarna vlogen Berezovoj en Lebedev de T-7 om naar de andere koppelaansluiting, om plaats te maken voor het volgende vrachtschip.

### Andere proeven, nieuwe vracht en satelliet
Op 7 september testte de bemanning de evacuatieprocedures. Met de "Diusa"-drukmeter ging ze na, hoe snel de luchtdruk in Saljoet 7 afnam tot 500 mm Hg. Zo stelde ze een tijdslimiet vast, waarbinnen tijdens een ontruiming bepaalde apparatuur moest worden uitgeschakeld, verslagen ingepakt, ruimtepakken aangetrokken en naar de Sojoezcapsule overgestapt. Daarnaast deed ze onderzoek naar de oorzaken van ruimteziekte.
Op 20 september arriveerde Progress 15 en maakte zich op 14 oktober weer van Saljoet 7 los. Dit vrachtschip werd gevolgd door Progress 16, die van 2 november tot 13 december bleef aangekoppeld. De kosmonauten waren toen overigens al enige dagen geland. Deze leverde onder andere de ISKRA 3 af. Deze had evenals zijn voorganger een massa van 28 kg. Deze kleine satelliet werd op 18 november door de afvalkoker uitgesluisd. Door de lage baan waren beide kunstmatige satellieten geen lang leven beschoren en vielen ze al na enkele weken terug in de atmosfeer.

## Landing
De bemanning verbleef tot 10 december aan boord van het station. Toen laadden Berezovoj en Lebedev hun spullen in en vertrokken. Het tweetal landde zonder problemen en kwam op 118 km oostelijk van Jezqazğan neer. Volgens andere bronnen bevond de landingslocatie zich op 70 km ten noordoosten van Arkalyk. Het tweetal vestigde een nieuw duurrecord van 211 dagen, 9 uur en 4 minuten en trok in die tijd 3344 baantjes om de Aarde. Voor beide kosmonauten was T-5 hun laatste ruimtevlucht. Berezovoj werd het slachtoffer van een gewapende roofoverval. Hij liep daarbij dusdanige verwondingen op, dat hij niet langer voor verdere missies in aanmerking kwam. Lebedev werd geselecteerd voor het Boeranprogramma, dat echter werd geannuleerd.
1 ·
2 ·
3 ·
4 ·
5 ·
6 ·
7 ·
8 ·
9 ·
10 ·
11 ·
12 ·
13 ·
14 ·
15 ·
16 ·
17 ·
18A ·
18 ·
19 ·
20 ·
21 ·
22 ·
23 ·
24 ·
25 ·
26 ·
27 ·
28 ·
29 ·
30 ·
31 ·
32 ·
33 ·
34 · 
35 ·
36 ·
37 ·
38 ·
39 ·
40

T-1 ·  
T-2 ·
T-3 ·
T-4 ·
T-5 · 
T-6 ·
T-7 · 
T-8 ·
T-9 · 
T-10-1 ·
T-10 · 
T-11 ·
T-12 · 
T-13 ·
T-14 · 
T-15